# 大谷川 (園部町船岡)
大谷川（おおたにがわ）は、京都府南丹市園部町船岡を流れる淀川二次支流の普通河川である。

## 地理

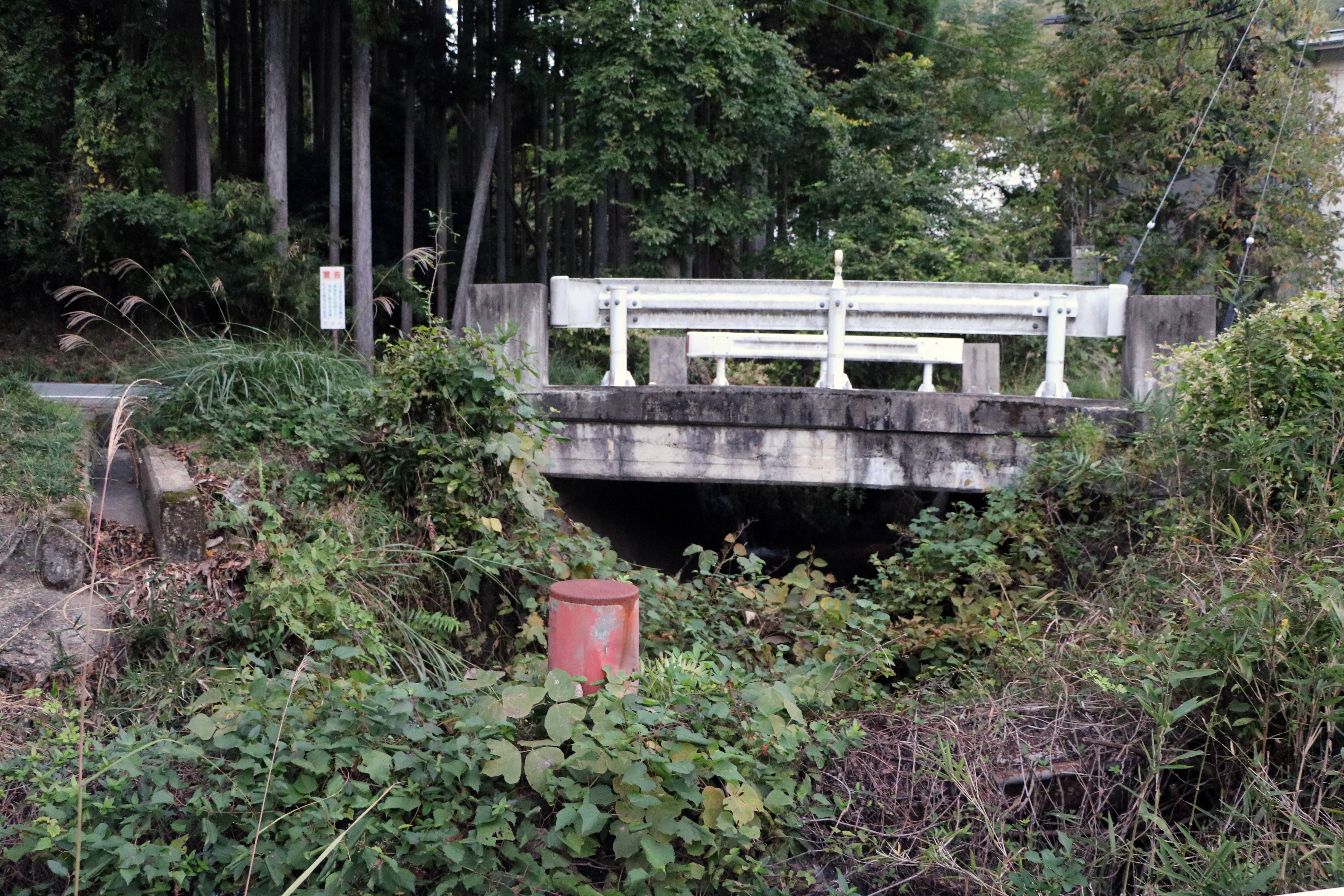
大谷川に架かる大谷川橋（園部町船岡）。

船岡北部の高山（標高378ｍ）を水源に南東に流れ、園部町船岡棚田付近で船岡トンネルを北側に出たところの京都府道19号園部平屋線に架かる大谷川橋をくぐり、そこからさらに南に向き、桂川（大堰川）の右岸に流入する。

## 流域の村
南丹市
- 園部町
  - 川辺地域
    - 船岡

## 主な橋梁
- 大谷川橋（京都府道19号園部平屋線）

## 流域にある水道施設
上水道施設
- 園部船岡浄水場 – 船岡棚田[2]
- 船岡取水施設（桂川からの取水） – 船岡棚田[1]
- 船岡配水池

## 流域にある史跡
- 高山城跡[3]